# Часна (гмина)
Часна (пол. Ciasna) — сельская гмина (волость) в Польше, входит как административная единица в Люблинецкий повет, Силезское воеводство. Население — 7989 человек (на 2004 год).

## Демография
| Перепись                       | Всего   | Всего | Женщины | Женщины | Мужчины | Мужчины |
| ------------------------------ | ------- | ----- | ------- | ------- | ------- | ------- |
| Единицы                        | человек | %     | человек | %       | человек | %       |
| Население                      | 7989    | 100   | 4055    | 50,8    | 3934    | 49,2    |
| Плотность населения (чел./км²) | 59,5    | 59,5  | 30,2    | 30,2    | 29,3    | 29,3    |

## Соседние гмины
1. Гмина Добродзень
2. Гмина Хербы
3. Гмина Кохановице
4. Гмина Олесно
5. Гмина Павонкув
6. Гмина Пшистайнь